# Diezmo de Saladino

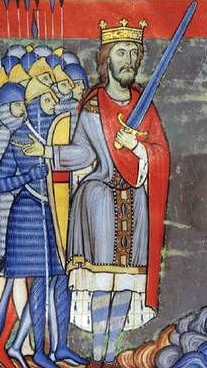
Ilustración del monarca Enrique II de Inglaterra

El diezmo de Saladino o ayuda de 1188 fue un impuesto especial implantado en 1188 por los monarcas Enrique II de Inglaterra y Felipe II de Francia que tras su encuentro en Gisors de enero de 1188, acordaron imponer para financiar la Tercera Cruzada contra el líder musulmán Saladino, después de que hubiese conquistado Jerusalén en 1187.

## Antecedentes
En julio de 1187, el ejército del Reino de Jerusalén fue derrotado por Saladino en la batalla de Hattin, y en octubre, capturó Jerusalén. Cuando estas noticias llegaron a Europa a finales de año, se promulgó una nueva cruzada. En enero de 1188, Enrique II de Inglaterra y Felipe II de Francia debatieron sobre la cruzada con la presencia de Joscio de Tiro. El 11 de febrero, Enrique comenzó a organizar la predicación de la cruzada en Inglaterra en Geddington. Allí también debatió el 'diezmo de Saladino'.

## Recaudación del diezmo
Fue el primer impuesto real creado para las Cruzadas. Se aplicaba el 10 % sobre los bienes muebles y los ingresos. El diezmo fue evaluado por las diócesis, en lugar de por los condados, y los alguaciles locales no tuvieron ningún papel en su recaudación. El dinero fue recaudado por el obispo, sacerdote o decano de la iglesia local, así como el barón local o particularmente, por los caballeros templarios y hospitalarios, cuyas órdenes estaban especialmente relacionadas con la defensa de la Tierra Santa. Las tasaciones para el pago se realizaron mediante juramentos en zonas rurales y por un jurado en zonas urbanas. Ciertos elementos estaban exentos de la tributación como los caballos y las prendas de vestir de los caballeros, libros, prendas de vestir y vestimentas, y todos los utensilios utilizados por los que se dedican al servicio divino, y las piedras preciosas que pertenecen tanto a clérigos como laicos.
Cualquiera que se uniera a la cruzada estaba exento del diezmo. Con ello se alentaba la participación, y muchos se unieron para evitar el impuesto. Los demás, ya fuesen terratenientes, clérigos y laicos, tenían que pagar y si alguien no estaba de acuerdo con la tasación de sus bienes, eran encarcelados o excomulgados. Mientras que los impuestos generalmente eran recaudados por el Exchequer, para recaudar este diezmo, se estableció un departamento específico, que en el caso de Salisbury contó con diez recaudadores.
Llegó a ser el mayor impuesto recaudado en Inglaterra, aunque Enrique ya había recaudado otros para Tierra Santa en 1166 y 1185. El diezmo fue muy impopular, a pesar del reconocimiento general de que, a ojos de los ingleses, era por una noble causa. Debido a que las tasaciones fueron hechas por las diócesis, Balduino de Exeter, arzobispo de Canterbury fue especialmente censurado. Pasó la mayor parte del año en Gales, predicando la cruzada, acompañado por el cronista Giraldus Cambrensis. 
En Francia, Felipe autorizó su imposición en marzo de 1188 en la Asamblea de París donde aistieron gran número de nobles, clérigos y caballeros, pero al no tener una autoridad real fuera de las tierras regias, tuvo mucha oposición y la recaudación fue mucho menor a la obtenida en Inglaterra. Sólo llegó a poder tener un contingente personal con alrededor de 2000 caballeros y escuderos que embarcarían en Génova en 1190. Enrique también sugirió que Guillermo I de Escocia recaudara el diezmo en Escocia, pero este se negó, y el poder inglés todavía no se extendía tan al norte como para forzar el diezmo a los escoceses.

## Consecuencias
Finalmente, Enrique nunca fue a la cruzada. En 1189, en guerra con Felipe y su propio hijo Ricardo Corazón de León, fue acusado de gastar el diezmo en esta confrontación y moriría ese mismo año. Para Giraldus, sería un castigo divino por imponer un diezmo tan duro. Le sucedió Ricardo que encontraría el tesoro repleto, aunque  aun así recaudó más dinero vendiendo tierras e imponiendo multas en toda Inglaterra. En total, padre e hijo lograron recaudar unos 100.000 marcos de plata con el diezmo de Saladino. 
La Tercera Cruzada ayudó a reconquistar la costa mediterránea para lo que quedaba del Reino de Jerusalén, pero el rey Ricardo no pudo reconquistar Jerusalén. A su regreso, fue tomado como rehén por Enrique VI del Sacro Imperio Romano Germánico. En 1194, se impuso otro impuesto en Inglaterra para recaudar el dinero de su rescate. Fue esencialmente una repetición del diezmo de Saladino, pero con una tasa mucho más alta, del 25%. También se utilizó la misma estructura organizativa para la recaudación de fondos para las guerras del rey Juan I de Inglaterra en Francia en 1207.